# Liste der Kulturdenkmäler in Reinsfeld
In der Liste der Kulturdenkmäler in Reinsfeld sind alle Kulturdenkmäler der rheinland-pfälzischen Ortsgemeinde Reinsfeld aufgeführt. Grundlage ist die Denkmalliste des Landes Rheinland-Pfalz (Stand: 8. Februar 2023).

## Denkmalzonen
| Bezeichnung                          | Lage                                                             | Baujahr | Beschreibung | Bild            |
| ------------------------------------ | ---------------------------------------------------------------- | ------- | --- | --------------- |
| Denkmalzone Renusstraße/Kaulenstraße | Renusstraße o. Nr., Renusstraße 19 und „Napoleons-Schmiede“ Lage |         | kennzeichnendes dörfliches Straßenbild bei der Einmündung der Kaulenstraße in die Renusstraße mit zwei Quereinhäusern und der ehemaligen Schmiede („Napoleons-Schmiede“) (siehe Bild) | Fotos hochladen |

## Einzeldenkmäler
| Bezeichnung                          | Lage                                | Baujahr                | Beschreibung | Bild                           |
| ------------------------------------ | ----------------------------------- | ---------------------- | --- | ------------------------------ |
| Katholische Pfarrkirche St. Remigius | Dörnerstraße 9 Lage                 | 1908/09                | neuromanischer Saalbau mit Fassadenflankentürmen, 1908/09, Architekt Ernst Brand, Bautengruppe aus Kirche, Wandelgang und Pfarrhaus mit Park- und Grünanlage (mit kreuzförmiger Wegeführung), Neuanlage zwischen den beiden Dorfkernen | weitere Bilder Fotos hochladen |
| Katholisches Pfarrhaus               | Dörnerstraße, zu Nr. 9 Lage         | frühes 20. Jahrhundert | Krüppelwalmdachbau, frühes 20. Jahrhundert | Fotos hochladen                |
| Kriegerdenkmal                       | Dörnerstraße, neben Nr. 9 Lage      | 1920er Jahre           | Kriegerdenkmal 1914/18; Pfeiler mit Erzengel Michael, 1920er Jahre, Erweiterung nach 1945 | weitere Bilder Fotos hochladen |
| Wegekreuz                            | Herrensteg, Ecke Renusstraße Lage   | 1921                   | Pfeilerkreuz aus Rotsandstein, 1921, Inschrift: „Das tat ich für dich, was tust du für mich“ | Fotos hochladen                |
| Muttergottes-Kapelle                 | Kapellenstraße Lage                 | um 1900                | Ziegelbau, um 1900 | Fotos hochladen                |
| Wegekreuz                            | Renusstraße, gegenüber Nr. 32 Lage  | 1921                   | Pfeilerkreuz aus Rotsandstein, 1921, Inschrift: „Kreuz auf meiner Lebensreise mir den Weg zum Himmel weise“ | Fotos hochladen                |
| Wegekreuz                            | Trierer Straße, Ecke Zewenberg Lage | 1921                   | Pfeilerkreuz aus Rotsandstein, 1921, Inschrift: „Des Königs Banner siegreich weht, selbst wenn die Welt in Trümmer geht“ | Fotos hochladen                |

## Ehemalige Kulturdenkmäler
| Bezeichnung | Lage                                                   | Baujahr | Beschreibung                             | Bild |
| ----------- | ------------------------------------------------------ | ------- | ---------------------------------------- | ---- |
| Quereinhaus | Schützenstraße (lt. GDKE: Renusstraße), bei Nr. 2 Lage | 1860    | Quereinhaus, bezeichnet 1860 abgebrochen | BW   |